# XNXX
Az XNXX pornográf videók megosztására és megtekintésére szolgáló webhely. 2023 decemberében a Similarweb a világ 15. leglátogatottabb webhelyének minősítette. 2000-ben indult, és jelenleg Párizsban található, szerverei és irodái pedig Montrealban, Tokióban és Newarkban találhatók. 
Az XNXX a WGCZ Holding tulajdonában van, amely ugyanaz a cég, amely az XVideost, egy másik népszerű pornográf webhelyet üzemeltet.
A Business Insider 2018-as rangsora a világ három legnépszerűbb pornóoldala közé sorolta.

## Története
Az XNXX-et 1997-ben alapították. A WGCZ Holding tulajdonjogára először 2014-ben derült fény, amikor a WGCZ 2014-ben egy Uniform Domain-Name Dispute-Resolution Policy eljárást indított egy hasonló domain ellen.
2016 márciusában a The Next Web a WGCZ Holdingot lengyel társaságként azonosította, amelynek élén Stephane Michael Pacaud és Deborah Malorie Pacaud áll.
2018-ban az indiai kormány blokkolta az XNXX-et, többek között más pornówebhelyeket, miután az Uttarakhandi Legfelsőbb Bíróság bírósági végzése ugyanezt követelte egy nemi erőszakos ügyben, ahol az elkövetők kijelentették, hogy az online pornográfia megtekintése motiválta őket.
2023 januárjában a Financial Times arról számolt be, hogy az XVideos és XNXX oldalait havonta 6 milliárdan látogatják.

## Fordítás
Ez a szócikk részben vagy egészben  a   XNXX című angol Wikipédia-szócikk ezen változatának fordításán alapul.  Az eredeti cikk szerkesztőit annak laptörténete sorolja fel. Ez a jelzés csupán a megfogalmazás eredetét és a szerzői jogokat jelzi, nem szolgál a cikkben szereplő információk forrásmegjelöléseként.

## Kapcsolódó szócikk
- Pornhub